# Улитина, Полина Дмитриевна
Полина Дмитриевна Улитина (1902, г. Лопасня Московской губернии — 1988) — советский учёный (физиология и биохимия), лауреат Ломоносовской премии, соавтор научного открытия.
Девичья фамилия Ходакова.
В 1940—1960-е гг. младший, затем старший научный сотрудник лаборатории физиологии и биохимии свёртывания крови биолого-почвенного факультета МГУ.
Кандидат биологических наук (1948). Тема кандидатской диссертации «Изучение биологической активности аналогов витамина К».
Область научных интересов: физиология и биохимия свёртывания крови, витамины.
Лауреат премии им. М. В. Ломоносова (1958) — совместно с Б. А. Кудряшовым за получение экспериментальных данных о существовании и значении физиологической антисвёртывающей системы в организме.
Соавтор открытия «Противосвёртывающая система организма» (1964), внесённого в Государственный реестр открытий СССР: Рефлекторно-гуморальная противосвертывающая система, регулирующая жидкое состояние крови в организме. Б. А. Кудряшов, П. Д. Улитина, Г. В. Андреенко, Т. М. Калишевская, Г. Г. Базазьян, В. Е. Пасторова, Н. П. Сытина. № 22 с приоритетом от 17 февраля 1958 г.
Публикации:
- Изучение биологической активности аналогов витамина К // П. Д. Улитина, Б. А. Кудряшов // Тез. докл. Академии Наук СССР. М.-Л. — 1948.
- Кудряшов Б. А., Улитина П. Д. Витамин В12 и тром- бопластическая активность //ДАН СССР. 1954. 98. 5. С. 1117—1128.
- Кудряшов Б.A ., Андреенко Г .В ., Базазьян Г .Г ., Калитевская Т.М ., Пасторова В .E ., Сытина Н .П ., Улитина П. Д. Физиологическая антисвертывающая система и экспе¬риментальное предтромботическое состояние организ¬ ма. Клин.мед., 1961, 3, 19-29.